# 8 februarie
ianuarie • februarie • martie  • aprilie  • mai  • iunie  • iulie  • august  • septembrie  • octombrie  • noiembrie  • decembrie
8 februarie este a 39-a zi a calendarului gregorian. Mai sunt 326 de zile până la sfârșitul anului (327 de zile în anii bisecți).

## Evenimente

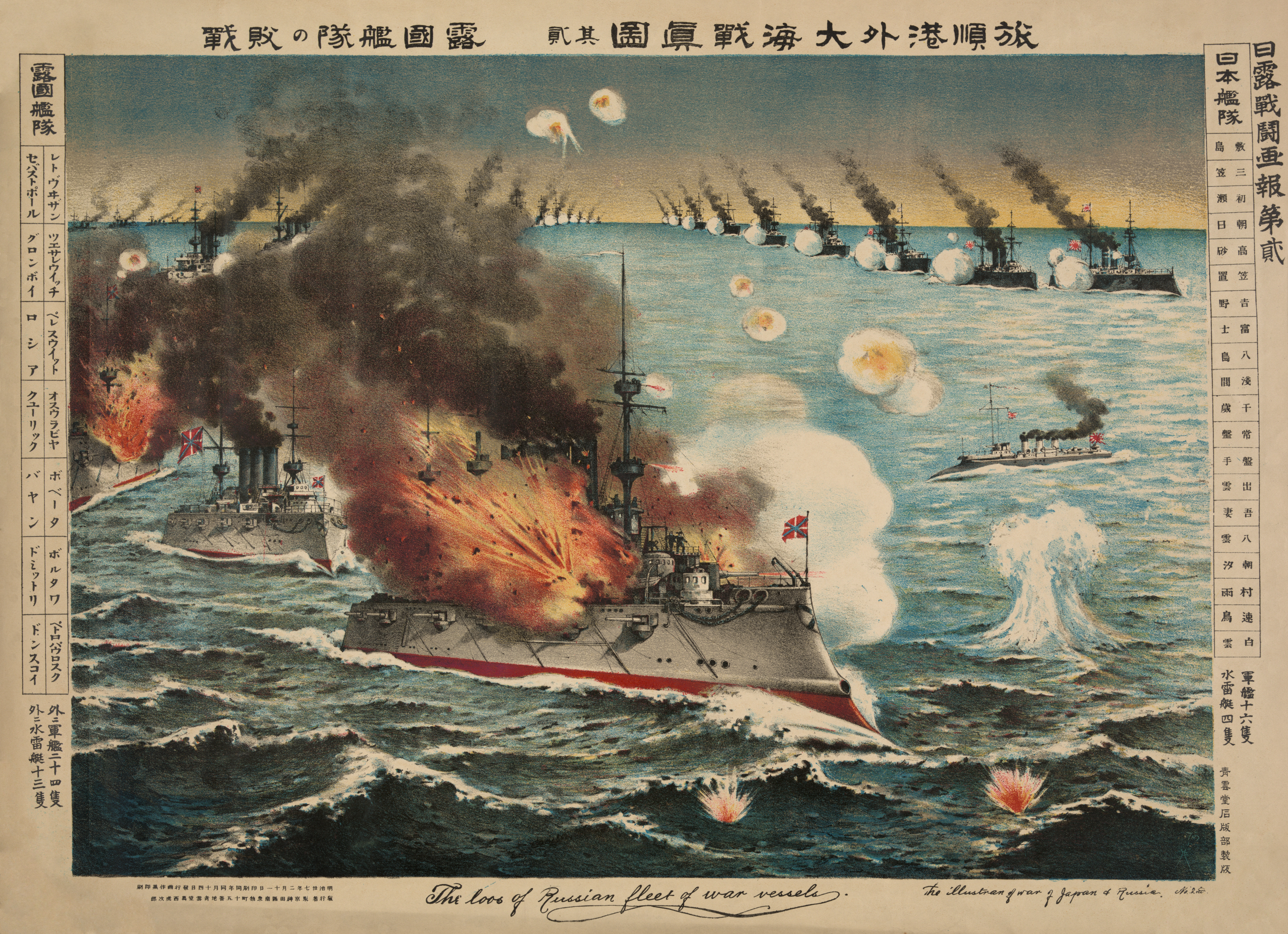
1904: Bătălia de la Port Arthur, prima bătălie a războiului ruso-japonez

- 0421: Constantius al III-lea devine co-împărat al Imperiului Roman de Apus.[1]
- 1587: Maria, regina scoțienilor este executată sub suspiciunea că a fost implicată în complotul Babington pentru uciderea verișoarei sale, regina Elisabeta I.
- 1601: Robert Devereux, conte de Essex se revoltă împotriva reginei Elisabeta I însă revolta este rapid zdrobită.
- 1622: Regele Iacob I al Angliei dizolvă Parlamentul englez după ce acesta nu a aprobat căsătoria fiului său Carol cu infanta spaniolă Maria Anna.
- 1676: Feodor al III-lea devine noul țar al Rusiei după moartea tatălui său, Alexei I.
- 1796: S-a înființat un Consulat general francez la București.
- 1856: Barbu Știrbei decretează desființarea robiei în Țara Românească.
- 1859: Intrarea triumfală a lui Alexandru Ioan Cuza în București, după dubla sa alegere ca domn al Principatelor Române.
- 1860: Se emite de către Ion Ghica decretul prin care în administrație și învățământ este adoptat alfabetul latin.
- 1880: Franța, Germania și Marea Britanie recunosc independența de stat a României.

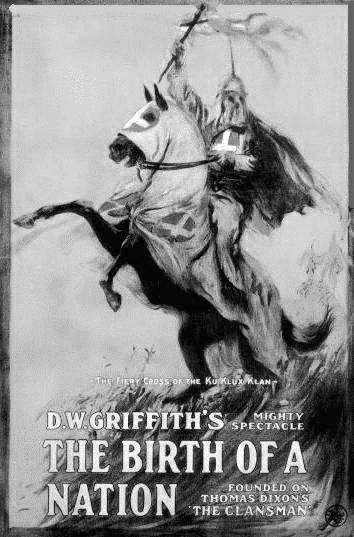
1915: Controversatul film al lui D. W. Griffith, Nașterea unei națiuni (The Birth of a Nation), a avut premiera la Los Angeles.

- 1904: Începe războiul ruso-japonez, după ce marina japoneză lansează un atac surprinzator îndreptat împotriva Portului Arthur, China, distrugând și blocând flota rusă.
- 1915: Controversatul film al lui D. W. Griffith, Nașterea unei națiuni, a avut premiera la Los Angeles.
- 1916: Conform legendei, aflat la Zürich, în cafeneaua „Cabaret Voltaire”, scriitorul Tristan Tzara creează un nou curent de avangardă: dadaismul.
- 1919: Primul zbor comercial aerian Paris – Londra.
- 1941: Este datat Testamentul lui Iuliu Maniu.
- 1946: Este dată publicității o notă a guvernului român conținând observațiile acestuia la prevederile Tratatului de pace și se exprimă regretul că nu s-a recunoscut cobeligeranța României.
- 1984: Jocurile Olimpice de Iarnă se deschid la Sarajevo.
- 1990: Consiliul F.S.N. emite Decretul-lege privind pensionarea cu reducere de vârstă a unor categorii de salariați.
- 1991: Parlamentul României adoptă noua lege a salarizării (Legea nr.14/1991).
- 2003: Bagdadul predă inspectorilor ONU documentele referitoare la programele de armament nucelar și biochimic de pe teritoriul Irakului.
- 2006: Egiptologul american, Otto J. Schaden, a dat publicității descoperirea unui nou mormânt de faraon în Valea Regilor.

## Nașteri
- 1290: Regele Afonso al IV-lea al Portugaliei (d. 1357)
- 1720: Împăratul Sakuramachi al Japoniei (d. 1750)
- 1787: Théodore Basset de Jolimont, pictor francez (d. 1854)
- 1792: Regina Carolina Augusta de Bavaria a Ungariei și Boemiei (d. 1873)
- 1798: Marele Duce Mihail Pavlovici al Rusiei (d. 1849)
- 1828: Jules Verne, scriitor francez, creator al romanului științific de anticipație (d. 1905)
- 1834: Dmitri Ivanovici Mendeleev, chimist rus, creatorul "legii periodicității" și al sistemului periodic al elementelor (d. 1907)
- 1878: Martin Buber, filosof german (d. 1965)

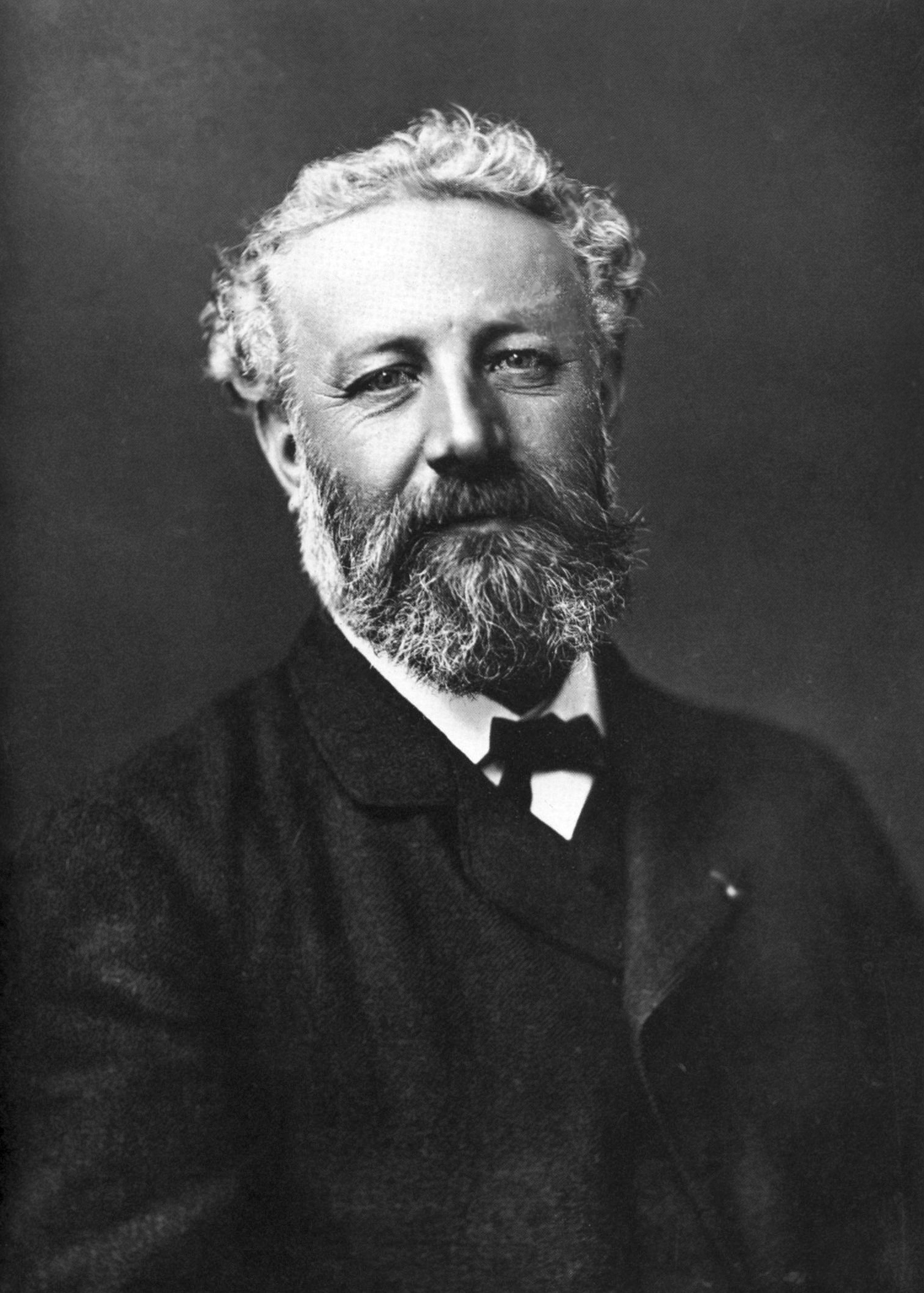
Jules Verne, scriitor francez
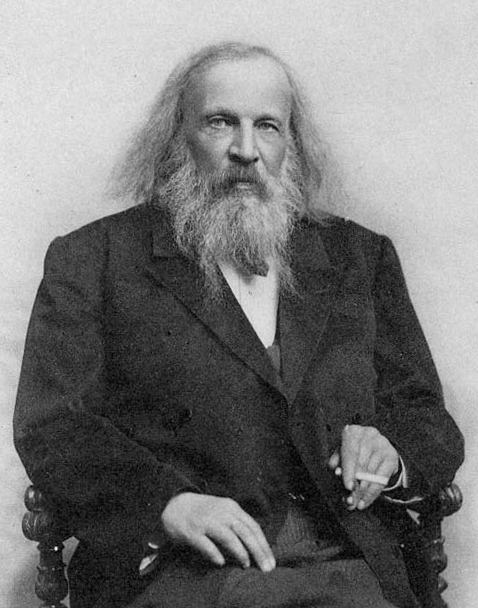
Dmitri Ivanovici Mendeleev, chimist rus
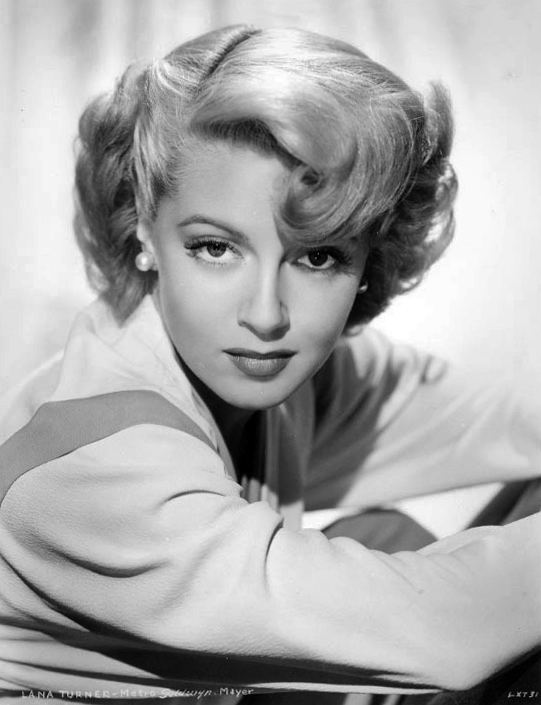
Lana Turner, actriță americană

- 1880: Franz Marc, pictor și artist grafic german, cofondator al grupării "Der Blauer Reiter" (d. 1916)
- 1894: King Vidor, regizor, producător de film și scenarist american (d. 1982)
- 1899: Theodor V. Ionescu, fizician și inventator român, membru titular al Academiei Române (d. 1988)
- 1915: Robert, Arhiduce de Austria-Este, al doilea fiu al împăratului Carol I al Austriei (d. 1996)
- 1916: Corneliu Mănescu, politician român (d. 2000)
- 1921: Lana Turner, actriță americană de film (d. 1995)
- 1922: Iuri Averbah, mare maestru de șah rus (d. 2022)
- 1925: Eugenia Bosânceanu, actriță română de teatru și film (d. 2018)
- 1925: Jack Lemmon, actor american de teatru și film (d. 2001)
- 1926: Sonja Ziemann, actriță germană (d. 2020)
- 1929: Claude Rich, actor francez de film (d. 2017)
- 1931: James Dean, actor american de  teatru și film (d. 1955)
- 1932: Emanoil Petruț, actor român de teatru și film (d. 1983)
- 1932: John Williams, compozitor american de muzică de film
- 1941: Nick Nolte, actor american
- 1944: Sebastião Salgado, fotograf și fotojurnalist brazilian
- 1955: Ethan Phillips, actor american
- 1966: Oleg Kubarev, jucător și antrenor de fotbal din Belarus
- 1967: Florin Niculescu, violonist român de muzică jazz, stabilit în Franța
- 1995: Kasper Asgreen, ciclist danez

## Decese
- 1587: Maria Stuart, regina Scoției (1542–1567), (executată) (n. 1542)
- 1696: Țarul Ivan al V-lea al Rusiei (n. 1666)
- 1725: Țarul Petru cel Mare al Rusiei (n. 1672)
- 1772: Prințesa Augusta de Saxa-Gotha, Prințesă de Wales (n. 1719)
- 1914: Josefa Texidor Torres, pictoriță spaniolă (n. 1865)
- 1935: Max Liebermann, pictor și grafician german de origine evreiască (n. 1847)
- 1938: István Auer, scriitor, poet și traducător maghiar (n. 1877)
- 1957: Walther Bothe, fizician german, laureat al Premiului Nobel (1954), (n. 1891)

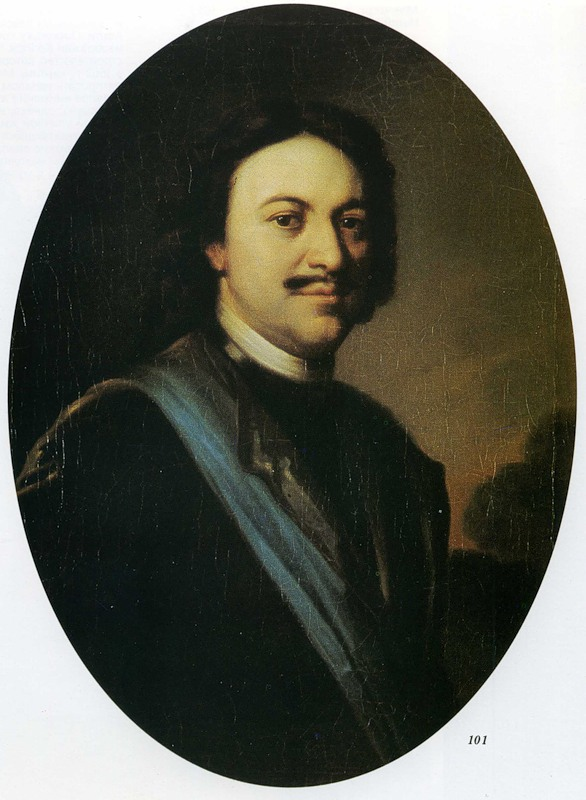
Țarul Petru cel Mare al Rusiei
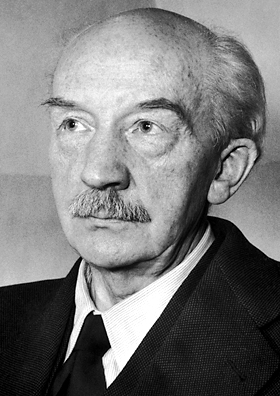
Walther Bothe, fizician german, laureat Nobel
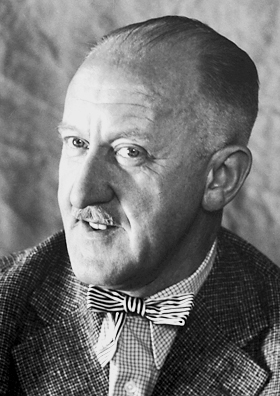
Halldór Laxness, scriitor islandez, laureat Nobel

- 1957: John von Neumann, matematician american (n. 1903)
- 1975: Sir Robert Robinson, chimist britanic, laureat al Premiului Nobel (1947), (n. 1886)
- 1979: Alexandru A. Philippide, scriitor, traducător și poet român, membru corespondent (1955) și titular (1963) al Academiei Române, laureat al Premiului Herder (1967), (n. 1900)
- 1983: Grigore Baștan, primul general parașutist român (n. 1923)
- 1985: Ioan Sima, pictor român (n. 1898)
- 1994: Witold Lutoslawski, compozitor polonez (n. 1913)
- 1998: Halldór Laxness, scriitor islandez, laureat al Premiului Nobel (1955), (n. 1902)
- 1999: Iris Murdoch, scriitoare britanică (n. 1919)
- 2000: Ion Gheorghe Maurer, jurist și politician comunist român (n. 1902)
- 2007: Anna Nicole Smith, model și actriță americană (n. 1967)
- 2009: Marian Cozma, handbalist român (n. 1982)
- 2014: Maicon Pereira de Oliveira, fotbalist brazilian (n. 1988)
- 2020: Robert Conrad, actor american de film (n. 1935)
- 2021: Jean-Claude Carrière, scenarist și actor francez (n. 1931)
- 2021: Edita Maria Simon, conferențiar universitar și solistă română (n. 1937)
- 2022: Luc Montagnier, medic francez, laureat al Premiului Nobel pentru Fiziologie sau Medicină (2008) (n. 1932)
- 2023: Ivan Silaev, politician rus (n. 1930)

## Sărbători
- În calendarul romano-catolic: Sf. Ieronim Emiliani (1486-1537)